# Orozimbo (Maranhão)
Orozimbo é um povoado localizado no sudeste do Maranhão. Sua área está dividida entre os municípios de Paraibano e Pastos Bons. Distante destes por 15 km e 27 km respectivamente. É cortado pela BR-230 (Transamazônica) que se encontra com a BR-135 bem no coração de Orozimbo. Possui uma população aproximada de 200 habitantes.